# Dane A. Davis
Pour les articles homonymes, voir Davis.

Dane A. Davis est un monteur son américain.

## Biographie
Il est président de Danetracks.

## Filmographie (sélection)
- 1989 : Drugstore Cowboy de Gus Van Sant
- 1989 : Abyss (The Abyss) de James Cameron
- 1990 : Pump Up the Volume d'Allan Moyle
- 1992 : La Main sur le berceau (The Hand That Rocks the Cradle) de Curtis Hanson
- 1999 : Matrix (The Matrix) des Wachowski
- 2002 : 8 Mile de Curtis Hanson
- 2003 : Matrix Revolutions (The Matrix Revolutions) des Wachowski
- 2003 : Matrix Reloaded (The Matrix Reloaded) des Wachowski
- 2005 : Lord of War d'Andrew Niccol
- 2006 : La colline a des yeux (The Hills have Eyes) d'Alexandre Aja
- 2007 : Ghost Rider de Mark Steven Johnson
- 2008 : Le Jour où la Terre s'arrêta (The Day the Earth Stood Still) de Scott Derrickson
- 2011 : Twilight: Chapitre 4 - Révélation, 1re partie (The Twilight Saga: Breaking Dawn) de Bill Condon
- 2012 : Twilight: Chapitre 5 - Révélation, 2e partie (The Twilight Saga: Breaking Dawn) de Bill Condon

## Distinctions

### Récompenses
- Oscars 2000 : Oscar du meilleur montage de son pour Matrix
- BAFTA 2000 : British Academy Film Award du meilleur son pour Matrix